# Chris Edgerly
Chris Edgerly (ur. w Silver Spring) – amerykański aktor dubbingowy.

## Dubbingi[1]

### Filmy
- Dr Dolittle 3 jako grzechotnik, konie i świnia; Dżungla jako Wsypa/Camo; Final Fantasy VII: Advent Children jako Cid Highwind (2006)
- Back to the Sea jako Clean Fish; Koala Kid, nieustraszony miś jako Boris (2012)
- Kocia ferajna jako Benny/Benek i robot (2013)
- Road to Ninja: Naruto the Movie jako Hidan; Świt Jeźdźców Smoków jako Pyskacz Gbur/Gobber (2014)
- Pasażerowie jako Deejay i InfoMat (2016)
- Top Cat Begins jako Benny/Benek (2017)
- Tom and Jerry: Cowboy Up! jako August Critchley (2021)[2]
- Łut szczęścia jako piszący królik (2022)

### Gry
- The Cat in the Hat jako Kot Prot/Cat in the Hat; Władca Pierścieni: Powrót króla jako Aragorn (2003)
- Ground Control 2: Operation Exodus jako kapitan Jacob Angelus; Tales of Symphonia jako Kvar, Magnius i Yuan; Terminator 3: The Redemption jako Daniel; The Lord of the Rings: The Third Age jako Elegost; The Polar Express jako kucharze i szefowie kuchni; Ty the Tasmanian Tiger 2: Bush Rescue jako Bruce i Ranger Ken; Władca Pierścieni: Bitwa o Śródziemie jako Aragorn i Éomer (2004)
- Evil Dead: Regeneration jako martwe istoty, nekromanta i Sparky; Project Snowblind jako podpułkownik Kanazawa; Scooby-Doo! Unmasked jako Alvin Wiener, duchy, Jed, klaun, ninja i pterodaktyl; SWAT 4 jako Zack Fields; Ty the Tasmanian Tiger 3: Night of the Quinkan jako Bruce, Ranger Ken i Redback Jack (2005)
- Dirge of Cerberus: Final Fantasy VII jako Cid Highwind; Final Fantasy XII jako Havharo; Justice League Heroes jako Wally West; Kingdom Hearts II jako Cid Highwind; Pirates of the Caribbean: The Legend of Jack Sparrow jako kapitan i oficer armii portugalskiej oraz strażnik Tang (2006)
- Halo 3 jako Trepy/Grunts; Rogue Galaxy jako Profesor Izel (2007)
- CSI: Kryminalne zagadki Nowego Jorku jako Archie Fox, Andrew Lourdes i Linc Sark; Harvey Birdman: Attorney at Law jako Lord Asriel; Lego Batman: The Videogame jako Dr, Kirk Langstrom i Jervis Tetch; The Incredible Hulk jako Bi-Beast (2008)
- Brütal Legend jako Glamhogs i Thunderhogs; G.I. Joe: The Rise of Cobra jako Kamakura; Ojciec chrzestny II jako Pat Geary; Terminator Salvation jako żołnierze ruchu oporu; Władca Pierścieni: Podbój jako Aragorn i oficer armii Rohanu; X-Men Origins: Wolverine jako Remy LeBeau (2009)
- Alpha Protocol jako Sergei Surkov; How to Train Your Dragon jako Pyskacz Gbur/Gobber; Naruto Shippuden: Ultimate Ninja Heroes 3 jako Hidan; Naruto Shippuden: Ultimate Ninja Storm 2 jako Hidan; Resonance of Fate jako Sullivan; Władca Pierścieni: Wyprawa Aragorna jako Boromir i Éomer (2010)
- Naruto Shippuden: Ultimate Ninja Impact jako Hidan; Nicktoons MLB jako Ren Hoek; Władca Pierścieni: Wojna na Północy jako Aragorn (2011)
- Disney Princess: My Fairytale Adventure jako mężczyzna, piekarz, Scuttle; Kinect Star Wars jako felucjańscy rolnicy; Lego Lord of The Rings jako Aragorn i Éomer; Naruto Shippuden: Ultimate Ninja Storm Generations jako Hidan (2012)
- Anarchy Reigns jako Garuda i Douglas Williamsburg; DuckTales: Remastered jako Gyro Gearloose; Naruto Shippuden: Ultimate Ninja Storm 3 jako Hidan; Turbo: Super Stunt Squad jako Chet (2013)
- Disney Infinity 2.0: Marvel Super Heroes jako Yondu; Naruto Shippuden: Ultimate Ninja Storm Revolution jako Hidan; School of Dragons jako Pyskacz Gbur/Gobber; Teenage Mutant Ninja Turtles: Brothers Unite jako członek gangu Fioletowych Smoków i żołnierz piechoty; The Amazing Spider-Man 2 jako Carradine (2014)
- Naruto Shippuden: Ultimate Ninja Storm 4 jako Hidan i Roushi (2016)
- Apex Legends jako Pathfinder; Kingdom Hearts III jako Cid Highwind (2019)
- Naruto x Boruto: Ultimate Ninja Storm Connections jako Hidan i Roushi (2023)

### Seriale animowane
- Simpsonowie jako animator (1989)
- Harvey Birdman: Attorney at Law jako asystent weterynarza, Barracuda, Captain Caveman, Chuck, Cumulus, Tod Devlin, Augie Doggie, Dvd, działacz PAFF, handlarz emu, ksiądz, Fancy Fancy, Mr. Finkerton, Fooey, Jury Foreman, Funky Phantom, Gorak, lekarz, ojciec, pracownik, ptak, Peter Potamus, Spewie, starsza pani, Stewie, Teddy, Tinker i Yakky Doodle, (2000)
- Kryptonim: Klan na drzewie jako Dave'owie (2002)
- Kaczor Dodgers jako Steve Boston (2003)
- Przerysowani jako Buckie Bucks, Captain Colonicus, Elmer Fudd, lekarz i Snagglepuss (2004)
- Gwiezdne wojny: Wojny klonów jako Eeth Koth (2008)
- Naruto: Shippūden jako Hidan, Isobu i Roushi; Wolverine and the X-Men jako Agent Haskett i Carl (2009)
- Mad jako Megatron i Shrek (2010)
- Jeźdźcy smoków jako Pyskacz Gbur/Gobber (2012)[3]
- Jej Wysokość Zosia jako Elfred (2013)
- Transformers: Robots in Disguise jako Crustacion i głos z gry video (2015)
- LEGO Frozen Northern Lights jako oficer patrolu narciarskiego (2016)
- Spider-Man jako Allan Beemot i mężczyzna w metrze (2017)
- Baki jako Yanagi; Boruto: Naruto Next Generations jako Isobu; Harvey Birdman: Attorney General jako Peter Potamus (2018)
- ULTRAMAN jako Yosuke Endo (2019)
- Godzilla: Singular Point jako Gen; Walkirie kresu dziejów – Record of Ragnarok jako Zeus (2021)